# Julieta (personaje)
Julieta Capuleto es una de los personajes que dan título de la tragedia Romeo y Julieta del dramaturgo inglés William Shakespeare. Es la protagonista femenina de la obra y Julieta es la única hija del patriarca de la familia de los Capuleto. Ella se enamora de Romeo, un miembro de la familia de los Montesco (con la que los Capuleto mantienen una enemistad). La historia tiene una larga historia que precede al propio Shakespeare.

## La edad de Julieta
Un aspecto de la historia que ahora parece problemático es la edad de Julieta. A medida que ocurre la historia, Julieta se acerca a su decimocuarto cumpleaños, teniendo trece años durante el primer acto. Nació en "Lammas Eve at Night" (1 de agosto), por lo que el cumpleaños de Julieta es el 26 de julio (1.3.19). Su cumpleaños es "dentro de quince días", poniendo la acción de la obra a mediados de julio (1.3.17). Su padre afirma que ella "no ha visto el cambio de catorce años" (1.2.9). En muchas culturas antiguas y ciertas épocas, las mujeres se casaban y tenían hijos a una edad temprana. Romeo y Julieta es una obra de teatro sobre acomodadas familias italianas medievales. La señora Capuleto informa que había dado a luz a su primer hijo cuando alcanzó la edad de Julieta: "Según mis cálculos cuenta, fui tu madre durante estos años en que ahora eres doncella". (1.3.74-75)
Incluso el señor Capuleto intenta animar al conde Paris, un pretendiente rico, a esperar un poco más, incluso antes de pensar en casarse con su hija, al considerar que aún es demasiado joven: "Ella no ha visto el cambio de catorce años, deja que dos veranos más se marchiten en su orgullo, antes de que podamos pensar que ella está madura para ser una novia". Sin embargo, en el poema en inglés la obra se basa en la traducción inglesa The Tragical History of Romeus and Juliet de Arthur Brooke. Aquí Julieta se acerca a su decimosexto cumpleaños y Romeo tiene la misma edad, mientras que en el cuento de Bandello ella tiene casi dieciocho años y Romeo unos veinte. Los ingleses comunes del siglo XVI rara vez eran adolescentes cuando se casaban e incluso entre la nobleza de la época, las novias de trece años eran raras, aproximadamente una de cada mil novias; en esa época, la gran mayoría de las novias inglesas tenían al menos diecinueve años de edad cuando se casaron por primera vez, más comúnmente alrededor de los 23 años, y la mayoría de las mujeres nobles inglesas tenían al menos dieciséis años cuando se casaron. No se puede pasar por alto el hecho de que en la época de Shakespeare los papeles femeninos eran interpretados en el teatro por niños preadolescentes y es posible que Shakespeare tuviera en mente el físico de un niño durante la composición, además del hecho de que Romeo y Julieta son de familias ricas siendo más probable que se casaran antes que los plebeyos. En ese momento, las mujeres nobles inglesas se casaban en promedio entre los 19 a 21 años (en comparación con los 24 a 26 años de los nobles ingleses), mientras que la edad promedio de matrimonio en Inglaterra entre la gente común era de 25 a 26 años para las mujeres y de 27 a 28 para los hombres; Sir Thomas More escribió en su Utopía que las mujeres deben tener al menos 18 años de edad cuando se casan y los hombres al menos 22 años.
La creencia común en la Inglaterra isabelina era que la maternidad antes de los 16 era peligrosa; los manuales populares de salud, así como las observaciones de la vida matrimonial, llevaron a los  británicos isabelinos a creer que el matrimonio prematuro y su consumación dañaban de forma permanente la salud de una mujer joven, perjudicaban el desarrollo físico y mental de un hombre joven y producían hijos enfermizos o atrofiados. Por lo tanto, los 18 años llegaron a ser considerados como la edad razonable más temprana para la maternidad y de los 20 a 30 como la edad ideal para que las mujeres y los hombres, respectivamente, se casen. Shakespeare también podría haber reducido la edad de Julieta de dieciséis a trece años para demostrar los peligros del matrimonio a una edad demasiado temprana; que el mismo Shakespeare se casó con Anne Hathaway cuando solo tenía dieciocho años podría tener algún significado.

## En la Verona actual

### Casa de Julieta
En Verona, se ha convertido en una atracción turística una casa de principios del siglo XIV en Via Cappello no. 23, que se afirma era la de los Capuleto. El apellido real estaba en italiano, Cappelletti, una familia noble, y no Capuleti. Los Cappelletti fueron en el pasado miembros de la caballería ligera de la República de Venecia. Lucharon por ella desde el siglo XIII y eran originarios de Dalmacia y Albania. Cuenta con el balcón, y en el pequeño patio, una estatua de bronce de Julieta. Es uno de los sitios más visitados de la localidad. El metal del torso de la figura está desgastado debido a la leyenda de que si una persona acaricia el pecho derecho de la estatua, tendrá buena fortuna y suerte en el amor.
Muchas personas escriben sus nombres y los nombres de sus seres queridos en las paredes de la entrada, conocida como la pared de Julieta. Muchos creen que escribir en ese lugar hará que su amor sea eterno. Después de una restauración y limpieza del edificio en 2019, se pretendía que la escritura adicional se realizara en paneles reemplazables, u hojas blancas, colocadas fuera de la pared.
También es una tradición poner pequeñas cartas de amor en las paredes (lo que se realiza por miles cada año), que los empleados retiran regularmente para mantener el patio limpio.
Otra tradición que ocurre en el patio de Julieta desde inicios del siglo XXI es escribir el nombre y el del ser querido en un candado y adjuntarlo a una gran puerta ornamental en la parte posterior izquierda. La puerta rebosa de candados que mantienen la esperanza de un amor duradero. Esta tradición se ve en toda Europa en puentes y puertas en todas las ciudades.

### Club de Julieta
Desde la década de 1930, cartas dirigidas a Julieta han ido llegando a Verona. A partir de 2010, se recibieron anualmente más de 5.000 cartas, de las cuales tres cuartas partes eran de mujeres. El mayor grupo de remitentes fue de adolescentes estadounidenses. Las cartas son leídas y contestadas por voluntarios locales, organizadas desde la década de 1980 en el Club di Giulietta (Club de Julieta), financiado por la ciudad de Verona. El club ha sido objeto de un libro de Lise y Ceil Friedman y es el escenario de un libro de 2008 de Suzanne Harper y de una película de 2010 de Estados Unidos, Letters to Juliet.

## Actrices que han interpretado el papel

### Teatro
- Mary Saunderson fue la primera mujer en interpretar a Julieta de manera profesional. Los actores anteriores habían sido todos varones.[13]
- Eliza O'Neill ganó su fama como Julieta en Covent Garden en 1814.
- Katharine Cornell tuvo un notable éxito en Broadway como Julieta frente al Romeo de Basil Rathbone en 1934, y revivió la producción con Maurice Evans como Romeo y Ralph Richardson como  Mercucio al año siguiente.
- Peggy Ashcroft fue una de las grandes Julietas de la historia, más famosa en la producción de Londres de 1935 dirigida por John Gielgud, en la que Gielgud y Laurence Olivier alternaron los papeles de Romeo y Mercucio.
- Judi Dench tuvo un gran éxito como Julieta en la producción de 1960 de Franco Zeffirelli en Londres.
- Niamh Cusack interpretó a Julieta en 1986 con la The Royal Shakespeare Company. Sean Bean era Romeo.
- Gugu Mbatha-Raw interpretó a Julieta en la producción de Royal Exchange Theatre en 2005.
- Emmy Rossum interpretó a Julieta en el Williamstown Theater Festival de 2006.[14]
- James Patrick Davis interpretó a Julieta en una producción masculina de 2008 con la Shakespeare Theatre Company, junto al actor Finn Wittrock como Romeo.

### Cine y televisión
- Norma Shearer, en la versión de 1936 de George Cukor con Leslie Howard como Romeo.
- Natalie Wood y Rachel Zegler interpretaron el papel de Maria Nuñez, el personaje inspirado en Julieta en las versiones cinematográficas de 1961 y 2021 del musical West Side Story.
- Olivia Hussey, en la versión de 1968 de Franco Zeffirelli con Leonard Whiting como Romeo.
- Claire Danes, en la película William Shakespeare's Romeo + Juliet de Baz Luhrmann de 1996, junto a Leonardo DiCaprio como Romeo, ambientado en los tiempos modernos.
- Martha Higareda interpretó a Renata, la personaje inspirada en Julieta en la película Amar te duele de Fernando Sariñana de 2002, junto a Luis Fernando Peña como Ulises, personaje inspirado en Romeo.
- En Romeo & Juliet: Sealed With a Kiss, a Julieta se la presenta como una foca blanca y es interpretada por Patricia Trippett, mientras que su hermano Daniel Trippett hizo la voz de la foca marrón Romeo.
- Fumie Mizusawa hizo la voz de Julieta en la serie de anime Romeo × Juliet con Takahiro Mizushima como Romeo.
- Brenda Gandini interpretó a Julieta Caporale, la personaje de Julieta en la telenovela argentina de 2007, ambientada en el mundo moderno.
- Hailee Steinfeld, en la versión de 2013 de Carlo Carlei con Douglas Booth como Romeo.
- Amyra Dastur interpretó a Bachchi Kashyap, la personaje inspirada en Julieta en la película Issaq de Manish Tiwary de 2013, junto a Prateik Babbar como Rahul Mishra, personaje inspirado en Romeo.
- Deepika Padukone interpretó a Leela Sanera, la personaje inspirada en Julieta en la película Goliyon Ki Raasleela Ram-Leela de Sanjay Leela Bhansali de 2013, junto a Ranveer Singh como Ram Rajadi, personaje inspirado en Romeo.